# 冯之榴
冯之榴（1921年—），女，浙江海盐人，中国高分子物理学家，曾任中国科学院长春应用化学研究所研究员、博士生导师。